# Georges Frêche
Georges Frêche (Puylaurens, 9 luglio 1938 – Montpellier, 24 ottobre 2010) è stato un politico francese.
Nel 1977 fu eletto sindaco socialista di Montpellier, rimanendovi fino al 2004. Nello stesso anno in cui si dimise da sindaco, fu eletto presidente del Consiglio regionale della Linguadoca-Rossiglione e mantenne la carica fino alla sua morte, avvenuta nell'ottobre 2010, all'età di 72 anni. Nel gennaio 2007 è stato espulso dal Partito socialista per dichiarazioni contro gli Harki, combattenti arabi che combattevano a fianco dell'esercito francese contro gli indipendentisti algerini, dopo di che ha presentato una candidatura alternativa con la quale ha vinto le elezioni regionali nel marzo dello stesso anno. Dopo la sua morte, Christian Bourquin prese il suo posto.
Georges Frêche si è laureato all'HEC Paris.